# Space Bound
«Space Bound» es una canción del rapero Eminem. Esta canción cuenta la historia de lo que ha sido su propia vida amorosa en general. El 7 de febrero de 2011, se declaró a «Space Bound» como el cuarto sencillo de Eminem del álbum Recovery.

## Antecedentes
En febrero de 2011, fue anunciado que «Space Bound» sería el cuarto sencillo de Recovery. La canción describe la relación entre una pareja, al igual que el anterior sencillo de Eminem «Love the Way You Lie». El coro es cantado por «Steve McEwan».

## Video musical
El video musical fue filmado con la exestrella del porno Sasha Grey. El mismo se rodó en California, junto a un Pontiac LeMans del 68.

## Posicionamiento
| Listas (2011)                                 | Posiciones |
| --------------------------------------------- | ---------- |
| Australia ARIA Singles Chart                  | 51         |
| U.S. Billboard Bubbling Under Hot 100 Singles | 19         |